# الپاین ایر اکسپرس
الپاین ایر اکسپرس (به انگلیسی: Alpine Air Express) یک شرکت هواپیمایی با کد یاتا 5A است که در تاریخ ۱۹۷۲ میلادی تأسیس شده است. دفتر مرکزی الپاین ایر اکسپرس در پرووو، یوتا ایالات متحده آمریکا واقع شده‌است و قطب این شرکت هواپیمایی در فرودگاه بین‌المللی بیلینگز لوگان قرار دارد و به ۱۵ مقصد، پرواز مستقیم انجام می‌دهد.